# دير أون جراي
دير أون جراي (Dir en grey) هي فرقة روك يابانية. تشكلت في مدينة أوساكا عام 1997, تعمل الفرقة مع Firewall قسم فرعي من شركة Free-Will اليابانية.
منذ تاريخ 2014 أصبح لدى الفرقة 9 تسجيلات كاملة منذ تشكل الفرقة، حصل العديد من التغيريات في طريقة الغناء لذلك من الصعب تحديد نوع الاغاني التي تصدرها الفرقة، لكنها تعتبر فرقة metal, بالبداية كانت فرقة Visual Kei, اختارة الفرقة ملابس اقل دراميتيكة في السنوات الاخيرة.

## تاريخ الفرقة
بداية الفرقة 1997-1999

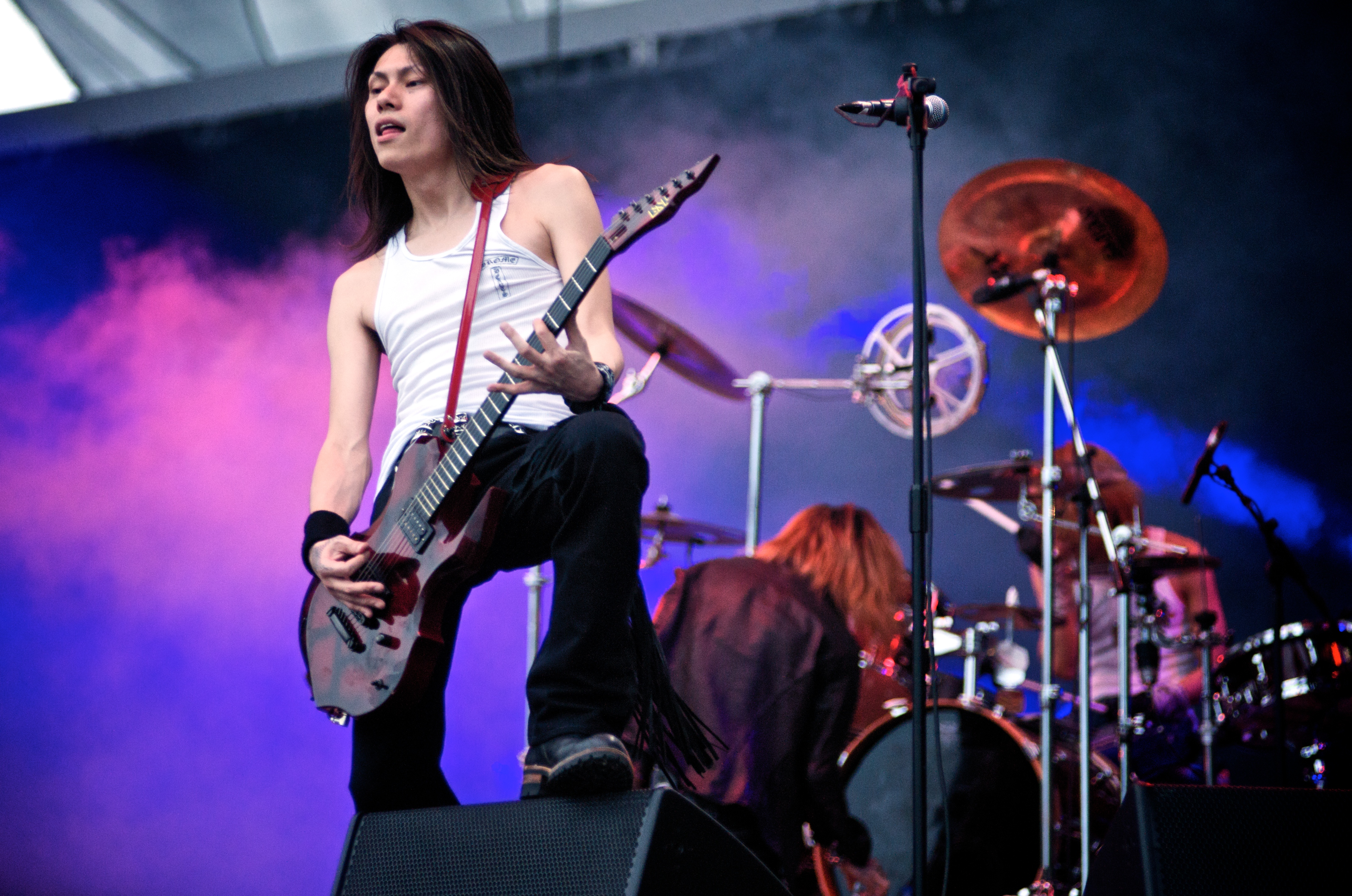
دير إن جراي في مهرجان ماكيناريا، أقيم في 8 نوفمبر 2009 في ساو باولو، البرازيل.

هذه الفرقة كانت مسبوقة بفرقة La:Sadie's, التي كان فيها أعضاء فرقة دير اون جراي الاربعة قبل ان تنفصل الفرقة، انفصلت الفرقة بسبب قائد الفرقة والطبال Kisaki لم وافقوا على الظهور للجمهور لانهم شعروا بان الوقت مبكر لذلك، لكن عازف غيتار الفرقة Karou قال انهم كانوا جاهزين للظهور اما الجمهور لأول مرة، بعد ان انفصلت الفرقة عن Kisaki أعضاء الفرقة Karou و Kyo و Shinya عينوا Toshiya ليكون عازف الباس الخاص بهم وتجمعوا كفرقة باسم "Deathmask" بعد ان اقامت الفرقة أول حفلة لهم في Nagano live house, تم تغيير اسم الفرقة إلى Dir en grey تم إصدار أول أسطوانة مطولة باسم " Missa " بعد عدة أشهر من تغييرهم للاسم الفرقة، حسب ما قاله طبال الفرقة Shinya ان الاسم Dir en grey تم اختياره لانه بدا صحيحا ولانه مجموعة من كلمات من لغات مختلفة لكي لا يكون له معنى محدد من جهة المعجبين، لكن في مقابلة مع قائد الفرقة Karou قال: «في الوقت الذي وضعنا هذا الاسم للفرقة كان ورائه معنى محدد لكن الآن هو لا يعبر عن الفرقة لذلك الاسم لا يعني أي شيء محدد، اخترنا اسم الفرقة لانه بدى صحيحا وهو يعكس صورة ربما ليست موجودة في أي مكان اخر»
في البداية جذبت الفرقة المشاهدين في 1998 عند دخولهم في جدول أوريكون music لافضل 10 مغنيين، بالاغنيتين المستقلات " Jealous " و «دير أون جراي» لاحقا تم إصدار سينجل من قبل  يوشيكي صانع فرقة X-japan في نصف عام 1999, البوم الفرقة الكامل " Gauze " تبعه، تم تسجيل حفلة موسيقية لتدعم الالبوم في (Osaka-jo Hall) والذي أصبح بعد ذلك أحد العروض الكثيرة التي تم تسجيلها على الVHS وعلى الDVD.

## أعضاء الفرقة
- كيو، المغني الرئيسي
- كاورو، عازف جيتار
- داي، عازف جيتار
- توشيا، عازف جيتار جهير
- شينيا، طبال الفرقة

## الأعمال الموسيقية
- Gauze (عام 1999)
- Macabre (عام 2000)
- Kisou (عام 2002)
- Vulgar (عام 2003)
- Withering to death (عام 2005)
- The Marrow of a Bone (عام 2007)
- Uroboros (عام 2008)

## وصلات خارجية
- دير أون جراي على موقع ميوزك برينز (الإنجليزية)
- دير أون جراي على موقع أول ميوزيك (الإنجليزية)
- دير أون جراي على موقع ديسكوغز (الإنجليزية)
- الموقع الرسمي